# Бароло
Бароло (итал. Barolo) је насеље у Италији у округу Кунео, региону Пијемонт.
Према процени из 2011. у насељу је живело 428 становника. Насеље се налази на надморској висини од 298 м.

## Становништво
| 1931. | 1936. | 1951. | 1961. | 1971. | 1981. | 1991. | 2001. | 2011. |
| ----- | ----- | ----- | ----- | ----- | ----- | ----- | ----- | ----- |
| 1.054 | 1.021 | 893   | 828   | 759   | 705   | 672   | 681   | 728   |